# Anh chỉ thích em
Anh chỉ thích em  (tiếng Trung: 我只喜欢你; tiếng Anh: Le Coup de Foudre) là một bộ phim thanh xuân thần tượng của Trung Quốc lên sóng năm 2019. Bộ phim được cải biên từ tác phẩm "Anh không thích thế giới này, anh chỉ thích em" của tác giả Kiều Nhất, với sự tham gia của các diễn viên: Ngô Thiến, Trương Vũ Kiếm, Triệu Chí Vỹ, Mã Lật. Phim bắt đầu quay từ tháng  năm 2018, và hoàn thành vào tháng 7 cùng năm. Từ 29 tháng 4 năm 2019, bộ phim bắt đầu được phát sóng trên nhiều nền tảng.

## Kênh phát sóng
| Kênh           | Quốc gia          | Ngày bắt đầu         | Thời gian                                                  | Ghi chú |
| -------------- | ----------------- | -------------------- | ---------------------------------------------------------- | ------- |
| Youku          | Trung Quốc        | 29 tháng 04 năm 2019 | Mỗi tuần từ thứ 2 đến thứ 4, lúc 20 giờ, ngày 2 tập        |         |
| Tencent Video  | Trung Quốc        | 29 tháng 04 năm 2019 | Mỗi tuần từ thứ 2 đến thứ 4, lúc 20 giờ, ngày 2 tập        |         |
| LINE TV        | Đài Loan          | 29 tháng 04 năm 2019 | Mỗi tuần từ thứ 2 đến thứ 4, ngày 2 tập vào 21 giờ.        |         |
| iQIYI Đài Loan | Đài Loan          | 29 tháng 04 năm 2019 |                                                            |         |
| DIMSUM         | Malaysia · Brunei | 29 tháng 04 năm 2019 | Phát sóng 12 tập ngày bắt đầu, mỗi tuần thứ 2 chiếu 6 tập. |         |
| DIMSUM         | Singapore         | 29 tháng 10 năm 2019 | Phát sóng 12 tập ngày bắt đầu, mỗi tuần thứ 2 chiếu 6 tập. |         |

## Tóm tắt
Bộ phim kể về đôi bạn ngồi cùng bàn Ngôn Mặc và Triệu Kiều Nhất. Hai người đã có cuộc hẹn cùng đi du học với nhau sau khi tốt nghiệp, nhưng thỏa thuận này đã thất bại vì lý do gia đình. Sau đó, cả hai cắt đứt liên lạc. Sau 4 năm, trong cuộc họp lớp, hai người gặp lại nhau nhưng đã xảy ra vô vàn hiểu lầm. Triệu Kiều Nhất nhận ra tình cảm của mình dành cho Ngôn Mặc nên đã tìm đến thành phố mà Ngôn Mặc đang sống, âm thầm theo đuổi hạnh phúc của mình. Ngôn Mặc cũng dành tình cảm cho Kiều Nhất nhưng không biết bày tỏ cảm xúc như thế nào chỉ biết dùng hành động để chứng tỏ. Sau vô vàn những khó khăn cộng với sự giúp đỡ của bạn bè, Triệu Kiều Nhất và Ngôn Mặc đã trở về bên nhau. Kết quả từ tình cảm thơ ngây thời học sinh đến tình yêu, từ đồng phục học sinh đến váy cưới. Sau khi kết hôn, cả hai nhận ra rằng trải qua bao nhiêu người thì người đầu tiên cũng sẽ là người cuối cùng đi cùng bạn.

## Diễn viên

### Diễn viên chính
| Diễn viên      | Nhân vật         | Giới thiệu |
| -------------- | ---------------- | --- |
| Ngô Thiến      | Triệu Kiều Nhất  | Đơn thuần lương thiện, nhưng lại mơ hồ dễ quên, trong lớp luôn xếp hạng nhất đếm ngược từ dưới lên. Cô có một anh trai sinh đôi, từ nhỏ tuy thường cãi nhau ầm ĩ, nhưng lại không thể thiếu nhau, trở thành một cặp anh ăn ý. Những năm cấp 3, cùng Ngôn Mặc trở thành bạn cùng bàn, năm ấy không ai nghĩ tới họ sẽ trở thành người quan trọng nhất của đối phương. |
| Trương Vũ Kiếm | Ngôn Mặc         | Trầm mặc, ít nói, trong lớp luôn xếp hạng đầu tiên. Trước khi Triệu Kiều Nhất trở thành bạn cùng bàn, Ngôn Mặc luôn ngồi một mình, không có quen biết với bạn cùng lớp. Ban đầu đối với Kiều Nhất lạnh nhạt, dần dần bị tính cách của cô hấp dẫn, dần thay đổi. |
| Triệu Chí Vỹ   | Triệu Quan Triều | Là anh trai sinh đôi của Triệu Kiều Nhất, trong lớp luôn xếp hạng thứ 2. “Không yêu giang sơn chỉ thích mỹ nhân”, kể tới bạn gái thì đếm 2 bàn tay không hết. Mặt ngoài luôn cà lơ phất phơ, cả ngày luôn ầm ĩ với em gái, tuy nhiên lại thập phần yêu quý em gái. Với hắn, em gái là điểm mấu chốt.                                                                |
| Mã Lật         | Hách Ngũ Nhất    | Là bạn thân của Kiều Nhất. Gia cảnh giàu có, tính cách cá tính lại hoạt bát, đơn thuần, đối với bạn bè luôn nghĩa khí, nhưng ở vấn đề tình cảm lại thường thua thiệt. Thành tích học tập tuy không tốt, nhưng đối với sáng tác lại có mãnh liệt hứng thú cùng thiên phú.                                                                                            |

### Diễn viên khác
| Diễn viên         | Nhân vật       | Giới thiệu |
| ----------------- | -------------- | --- |
| An Qua            | Phí Đại Xuyên  | Người cậu cùng tuổi của Ngôn Mặc, bề ngoài hung dữ nhưng thực tế lại là người chính trực nghĩa khí. Vận may luôn cực tốt, đi thi luôn dựa vào ném xúc sắc, đi trên đường có thể nhặt được tiền. |
| Trương Duyệt Dĩnh | Trình Do Mỹ    | Con gái đồng nghiệp của mẹ Ngôn Mặc, cùng Ngôn Mặc là thanh mai trúc mã. |
| Tạ Vũ Đồng        | Đinh Thắng Nam | Mẹ Hách Ngũ Nhất |
| Tào Diễm Diễm     | Lâm Thù        | Mẹ Ngôn Mặc |

## Nhạc phim
| STT | Nhan đề                                              | Phổ lời                    | Phổ nhạc                   | Biểu diễn                  | Thời lượng |
| --- | ---------------------------------------------------- | -------------------------- | -------------------------- | -------------------------- | ---------- |
| 1.  | "Chẳng thể che giấu sự rung động trong tim" (Mở đầu) | Phàn Phàm                  | HWANG YOUNGJU              | Chu Chủ Ái                 | 03:59      |
| 2.  | "Never Let You Go" (Kết thúc)                        | Tát Cát                    | HWANG YOUNGJU              | Tát Cát                    | 03:39      |
| 3.  | "Cảnh xuân vẫn thế nhưng không có anh" (Nhạc đệm)    | Tát Cát                    | HWANG YOUNGJU              | Tát Cát                    | 03:39      |
| 4.  | "Từ Từ" (Nhạc đệm)                                   | Vương Nhã Quân             | EO KAI KANG PHAI           | Châu Tử Diễm               | 04:14      |
| 5.  | "Anh chỉ thích em" (Chủ đề)                          | Vương Nhã Quân             | Kim Đại Châu               | Hồ Hạ                      | 04:16      |
| 6.  | "Khoảng cách hai mươi ngàn héc" (Nhạc đệm)           | Tát Cát, Kim Đại Châu      | Kim Đại Châu               | Kim Đại Châu               | 04:15      |
| 7.  | "Đứng về phía người" (Nhạc đệm)                      | Lý Gia Khiết, Trương Duyệt | Lý Gia Khiết, Trương Duyệt | Lý Gia Khiết, Trương Duyệt | 03:30      |
| 8.  | "Người yêu hỡi" (Nhạc đệm)                           | Phí Đại An                 |                            | Phí Định An                | 03:35      |
| 9.  | "Người bạn thân thương nhất" (chủ đề)                | Mã Lật                     |                            | Mã Lật                     | 03:55      |
| 10. | "Bạch nguyệt quang" (Nhạc)                           |                            |                            | Trương Tín Triết           | 04:20      |